# فاسيلي بارتولد
فاسيلي فلاديميروفتش بارتولد (بالروسية: Васи́лий Влади́мирович Барто́льд ) (1869 - 1930 م) يعرف كذلك بفيلهلم بارتولد هو مستشرق ومؤرخ روسي سوفيتي بارز من أصول ألمانية، تخصص في الدراسة الشرقية ولاسيما في مجالات تاريخ الحضارة الإسلامية والشعوب التركية. أهم آثاره: «تركستان في فترة الغزو المغولي».
عمل بارتولد كمحاضر في جامعة سانت بطرسبرغ ولكن لطالما انقطع عمله كل عام بسبب رحلاته الميدانية المطولة لبلاد المسلمين، في أطروحته (تركستان في فترة الغزو المغولي 1898-1900) أشار بارتولد إلى «فوائد عديدة» حصل عليها العالم الإسلامي من حكم المغول بعد الغزوات المبكرة. وكان أول من نشر المعلومات المبهمة المصادر عن ذكر المؤرخين العرب لخقانات روس. كما قام بتحرير العديد من المجلات العلمية للدراسات الإسلامية، وساهم على نطاق واسع في الطبعة الأولى من موسوعة الإسلام. في عام 1913م، انتخب عضوا في الأكاديمية الروسية للعلوم. في فبراير 1917م تم تعيينه في لجنة دراسة التكوين القبلي لسكان المناطق الحدودية لروسيا.
بعد الثورة البلشفية، تم تعيين بارتولد مديرًا لمتحف بطرس الأكبر للأنثروبولوجيا والأثنوجرافيا التابعة للأكاديمية الروسية للعلوم، وهو المنصب الذي شغله من عام 1918م إلى عام 1921م وكتب ثلاث دراسات موثوقة عن تاريخ الإسلام، وهي الإسلام (1918)، والثقافة الإسلامية (1918) والعالم الإسلامي (1922). كما ساهم في تطوير الكتابة الأبجدية السيريلية للبلدان الإسلامية في آسيا الوسطى والتي وقعت لاحقا تحت قبضة الإتحاد السوفييتي.
ترجمت معظم كتاباته إلى الإنجليزية والعربية والفارسية. تمت إعادة طباعة أعمال بارتولد وجُمعت في 9 مجلدات بين عامي 1963م و1977م. أضاف المحررون السوفييت هوامش وحواشٍ تستنكر وتدين مواقفه البرجوازية، ولكن كانت من هيبته ومكانته العملية ما كان لدرجة أن نصوصه لم تخضع للرقابة على الرغم من عدم توافقها مع التفسير الماركسي للتاريخ وتمت إعادة طباعة بعض أعماله مؤخرًا في موسكو.

## السيرة الشخصية
وُلد فاسيلي فلاديمر بارتولد في مدينة سان بطرسبرغ في أقصى الغرب الروسي سنة 1869م لأسرة تعود أصولها إلى الألمان الذين استوطنوا روسيا، وكانت أسرته على درجة كبيرة من الغنى والثراء ساعدته في دراساته وأسفاره، وقد استهوته دراسة اللغات وتاريخ الشعوب الشرقية، فتخرج في كلية اللغات الشرقية بجامعة بطرسبرج سنة 1891م، ثم قرر بعد التخرج السفر ليسمع على كبار المستشرقين في عصره، فاتجه صوب ألمانيا، وتمكّن من سماع محاضرات أساطين هذا اللون من الدراسات مثل أُوجست مولر ونولدكه وغيرهم، ثم قرر السفر إلى بعض بلدان وسط آسيا مثل تركستان ليقف بنفسه على تاريخ هذه الشعوب فيراها رأي العين.
عاد بارتولد إلى روسيا، وقرر استكمال دراساته العليا في جامعة بطرسبرج، وانكب على دراسة الماجستير في التاريخ الإسلامي الوسيط، واختار «تاريخ تركستان» موضوعا لبحثه، فأعجبت اللجنة التي نُصّبت لمناقشته ببحثه للغاية، وقررت منحه أعلى شهادة في جامعات روسيا عوض الماجستير، وفي عام 1892م نال لقب أستاذ محاضر، وانخرط في السلك الأكاديمي في جامعة بطرسبرج ومنها إلى أعلى المراتب؛ عضوا في المجمع الأكاديمي السوفيتي ليكون له الدور الأكبر في إصدار مجلة علمية مختصة بدراسة الإسلام وهي مجلة «عالم الإسلام» التي صار رئيس تحريرها.
في عام 1894م بدأ بارتولد بنشر مقالاته عن الإسلام، مثل «الإسلام المعاصر ومهماته»، و«العلم الإسلامي في مكة» التي نشرها في العام التالي، وبعد ذلك بست سنوات كاملة، عكف فيها على دراسة المصادر الإسلامية في التاريخ والفكر، ودون أن يتقيد بالإكليشهات أو الأحكام الجامدة التي كانت منتشرة بين المستشرقين الأوروبيين حينذاك عن الإسلام والعرب والأجواء الحارة التي أثّرت على تخلف هذه الشعوب، نشر بارتولد دراسته «الأفكار الثيوقراطية والسلطة المدينية في الدولة الإسلامية».

## المقالات والدراسات
أرسى بارتولد قاعدة علمية، تتمثّل في ضرورة نقد «مركزية العقل الأوروبي»، وتفنيد الأنماط والنتائج الخاطئة التي تم تناولها عبر قرون بين دارسي العلوم الإسلامية من الغربيين، وحول العقل الشرقي، ونمط حياة العقل الشرقي في العموم، وكان أعظم مؤرخ ومستشرق ينقد ما جاء في كتاب اللورد كرومر «تاريخ الأفكار السائدة في الإسلام»؛ ذلك السياسي البريطاني الذي طالما غالى في عدائه للإسلام وتراثه، وكان المندوب السامي للإنجليز والحاكم المطلق لمصر طوال ربع قرن كاملة.
فقد كشف بارتولد أن كرومر كان شديد التعصب تجاه الإسلام والشعوب الشرقية، وأنه لم يرد أن يتناول العوامل التاريخية والاجتماعية والاقتصادية التي ساهمت في انتشار حضارة العرب وثقافتهم، ودورهم الكبير بين الشعوب التي دخلت إلى الإسلام، فضلا عن الأسباب العلمية التي أدّت إلى ركود وتأخر هذه الحضارة، بل إن بارتولد توسّع في نقد مستشرقين أوروبيين آخرين كتبوا عن الإسلام بصورة مجحفة متعصبة، مثل الأب الفرنسي لامنس، الذي حاول من خلال تركيزه على العامل الجغرافي والتغيرات المناخية أن يثبت بعض الأفكار العنصرية، كتلك التي تقول بخمول العقل الشرقي الإسلامي، وبحبّه وتعلقه بالتقاليد والأفكار الموروثة منذ القدم، وبعدم قدرة الإنسان القاطن في مناخ الصحراء الحار على الخلق والإبداع.
فأثبت بارتولد كذب وادعاء هذا القس الفرنسي المتعصب، كما أثبت أنه مع توسع العرب وازدهار تجارتهم، اخترعوا العديد من النظريات العلمية في الكيمياء والجبر وعلم الملاحة البحرية وغيرها، وأن اجتيازهم البحار والصحارى حملهم على أن يُجيدوا معرفة الجغرافية الفلكية، فاخترعوا المراصد الأولى في العالم، في كلٍّ من سمرقند ودمشق وبغداد والقاهرة، ورأى بارتولد أن المنهجية الغربية في تناول التاريخ والحضارة الغربية منهجية شديدة الخطأ؛ لأنها لا تراعي المنهج العلمي القائم على قراءة المصادر الأصلية قراءة صحيحة، بل تقوم على أنماط واستنتاجات جامدة وضعها آباء الاستشراق القدامى، وظلّت لعقود موضع تقديس ومُسلّمات لا محيد عنها!
بعد عام 1916م انصرف بارتولد لتأليف كُتيّبات مبسطة بمنهجية علمية سليمة عن الإسلام والحضارة العربية، فأصدر كتيّبه الأول «الإسلام» الذي يقع في 60 صفحة، وتلاه كتابه «الحضارة الإسلامية» ثم كتاب «عالم الإسلام»، وهي الكتب التي لا تزال من أهم شواهد الإنصاف في حقل الدراسات الاستشراقية للإسلام وشعوبه وثقافته، وإن شابها بعض القصور أو الخطأ، لكنها مقارنة بما كان يتم إنتاجه في الغرب آنذاك تُعدّ من أفضلها وأهمها، ولا تزال على قدر كبير من الأهمية بعد مرور مئة عام على إصدارها!
ففي كتابه «الحضارة الإسلامية» سار بارتولد على منهجه العلمي الجديد الذي أحدث ثورة في حقل الاستشراق الغربي في تناوله للتاريخ الإسلامي، وهو عدم إهمال العوامل الاجتماعية والاقتصادية والتطور التاريخي للحضارة الإسلامية، مع ضرورة الاعتماد على المصادر الأصلية، وليس على آراء جامدة لا تُقدِّم الحقيقة، بل الكذب والتدليس. حيث دأب المستشرقون الغربيون على القول إن العرب أرغموا غير العرب على الإسلام وتعلم العربية في أثناء وبعد عمليات الفتوح في آسيا وشمال أفريقيا، ويفنّد بارتولد هذه الأكذوبة في كتابه «تاريخ الحضارة الإسلامية»، بسبب ما رأته هذه الشعوب من التطور الروحي واللغوي للعرب، وبسبب القرآن المنزل باللغة العربية، وأن اللغة العربية كانت لغة متطورة آنذاك، وقد نظرت إليها الشعوب غير العربية من هذا المنظار، وليس أدل على ذلك من دخول المغول في الإسلام وهم الذين هزموا المسلمين عسكريا، لكنهم ما لبثوا أن دانوا لهذه الحضارة المتقدمة.

## النهضة العلمية والحضارة الإسلامية
شرع بارتولد يتكلم عن النهضة العلمية في العهد العباسي، ويعترف بها، ويؤكد أن البصرة وحران وبغداد كانت أهم مراكز العلم والحضارة، وكانت بغداد تجذب العلماء من كل أرجاء العالم الإسلامي المختلفة وخاصة من آسيا الوسطى، فكان عالم الفلك والرياضيات أبو معشر منافس الكندي في بغداد من أصل بلخي، كما أن أبا زيد أحد تلاميذه المشهورين من بلخ أيضا، وقد عاش في بغداد أيضا العلامة الرياضي الشهير أبو موسى الخوارزمي وهو من بلدان وسط آسيا، كما ظهر الفيلسوف أبو نصر الفارابي تركي العِرق، الذي تلقّى علومه في بغداد، وتوفي في دمشق. وكما يعترف بارتولد بتقدم المسلمين العلمي ويضرب عليه أمثلة متعددة، فإنه يقر بتقدمهم في الإدارة والحرب والسياسة، فيقول: «بدأ تقدم المسلمين في الحضارة في نُظم الدولة كما بدأ في إدارة الحرب وأوقات السلم، وقد كان الفلاسفة تعرّفوا بنظريات أفلاطون وأرسطو السياسية، وصنّف منهم الفارابي كتابا في السياسة».
كما ينفي بارتولد عن الحضارة الإسلامية سوءة العبودية بمعناها المقيت، ويفرق بينها وبين عبودية الغرب، فيقرر بأن «العبودية المرتبطة بالأرض (القِنّ) فلعلها لم توجد في مملكة من الممالك الإسلامية؛ فإنه لم يكن أحد يمنعُ المزارعين من ترك أراضيهم، كما أن أصحاب الأطيان كانوا يستطيعون أن يأخذوا أطيانهم من مزارع ليأجروها مزارعا آخر يدفع أجرا أكثر، ولكن نظام إقطاع الأرض مكافأة أو هبة قد تزايد في البلاد الإسلامية وانتشر كثيرا، إلا أنها لم تكن تُقطع هي والذين يعيشون عليها كما كان في أوروبا في القرون الوسطى، وفي روسيا في القرن التاسع عشر، بل تُقطع وحدها». أما الجديد الذي أضافه بارتولد لكتابه «الحضارة الإسلامية» فوق إنصافه، وأناته في تأمل أطوار هذه الحضارة، تناوله لدور العِرق التركي والفارسي في تطور هذه الحضارة، فقد دأب المستشرقون في عصره على تناول دور العرب وشعوب شمال أفريقيا من الأمازيغ وغيرهم دون اهتمام كبير بالعنصر التركي والفارسي في مسيرة هذه الحضارة وتطورها في مجالات الثقافة والفكر والحرب.

## الوفاة
في العام 1931م توفي المستشرق الكبير بارتولد عن عمر ناهز الحادية والستين من عمره بعد سيرة علمية حافلة بدراسة الإسلام وتاريخه وشعوبه، وهي سيرة تميزت بالإنتاج العلمي الضخم، والإنصاف الفذ والنادر للحضارة الإسلامية بين جمهرة المستشرقين في عصره، مع نقد واعٍ لأساطير الاستشراق الغربي وأكاذيبه، فضلا عن دراساته الرصينة لجوانب ظلّت غامضة في هذا التاريخ لا سيما عن تاريخ تركستان وشعوب وسط آسيا، ولا تزال دراساته وأعماله على قدر كبير من الأهمية والمكانة بعد مرور ما يقارب من القرن على وفاته!

## روابط خارجية
- فاسيلي بارتولد على موقع الموسوعة البريطانية (الإنجليزية)